# Georgi Slavkov
Georgi Slavkov - em búlgaro, Георги Славков (Musomishte, 11 de abril de 1958 — Plovdiv, 21 de janeiro de 2014) foi um futebolista búlgaro que jogava como meia-atacante.
Em sua carreira, teve maior destaque atuando por Trakia Plovdiv (atual Botev Plovdiv) e CSKA Sofia, sendo que foi durante sua estadia no Trakia que ganhou a Bota de ouro da UEFA em 1981. Chegou a defender o Saint-Étienne entre 1986 e 1988 (16 jogos), e o Chaves entre 1988 e 1993 (92 partidas, 16 gols), quando pendurou as chuteiras pela primeira vez.
Slavkov chegou a ensaiar um regresso ao futebol ainda em 1993, fazendo cinco partidas pelo Botev Plovdiv antes de sua aposentadoria definitiva. Não chegou a tentar carreira de treinador após deixar os gramados.
Morreu em 21 de janeiro de 2014, em Plovdiv, vitimado por um ataque cardíaco.

## Seleção
Pela Seleção Búlgara de Futebol, Slavkov fez sua estreia em 1978. Até 1983, disputou 33 jogos e marcou onze gols.
Não chegou a disputar Copas do Mundo - a Bulgária não se classificara para a Copa de 1982 e Slavkov foi esnobado por Ivan Vutsov para a Copa de 1986 - ou Eurocopas (a seleção também não obteve classificação para a Eurocopa de 1984 nem para a Eurocopa de 1988.